# Jacques Kellner
Pour les articles homonymes, voir Kellner.
Jacques Kellner, né le 5 juillet 1894 à Paris (16e arrondissement) et mort fusillé par les Nazis le 21 mars 1942 au Mont-Valérien, à Suresnes (Seine, actuellement dans les Hauts-de-Seine), est un ingénieur et résistant français.

## Biographie
Fils de Georges Jean Kellner, fabricant de voitures, et de Jeanne Mayen, Jacques Paui Kellner naît le 5 juillet 1894 au domicile de ses parents au 125 avenue de Malakoff à Paris 16e.
Durant l'entre-deux-guerres, il est directeur d’une entreprise de carrosserie automobile, puis il s'associe avec Louis Béchereau pour devenir constructeur aéronautique.
Durant la Seconde Guerre mondiale, il est le chef du réseau britannique « Alibi ».

Il est interpellé le 31 octobre 1941 et un poste émetteur-récepteur est saisi dans son entreprise. Incarcéré à la prison de Fresnes, il comparaît le 20 mars 1942 devant un tribunal allemand qui siégeait rue Boissy-d’Anglas. Condamné à mort avec quatre membres du réseau pour « espionnage et aide à l’ennemi », il est fusillé le 21 mars 1942 au Mont-Valérien.

## Distinctions
- Médaille de la Résistance[1],
- Croix de guerre 1939-1945 à titre posthume[1]

## Hommages

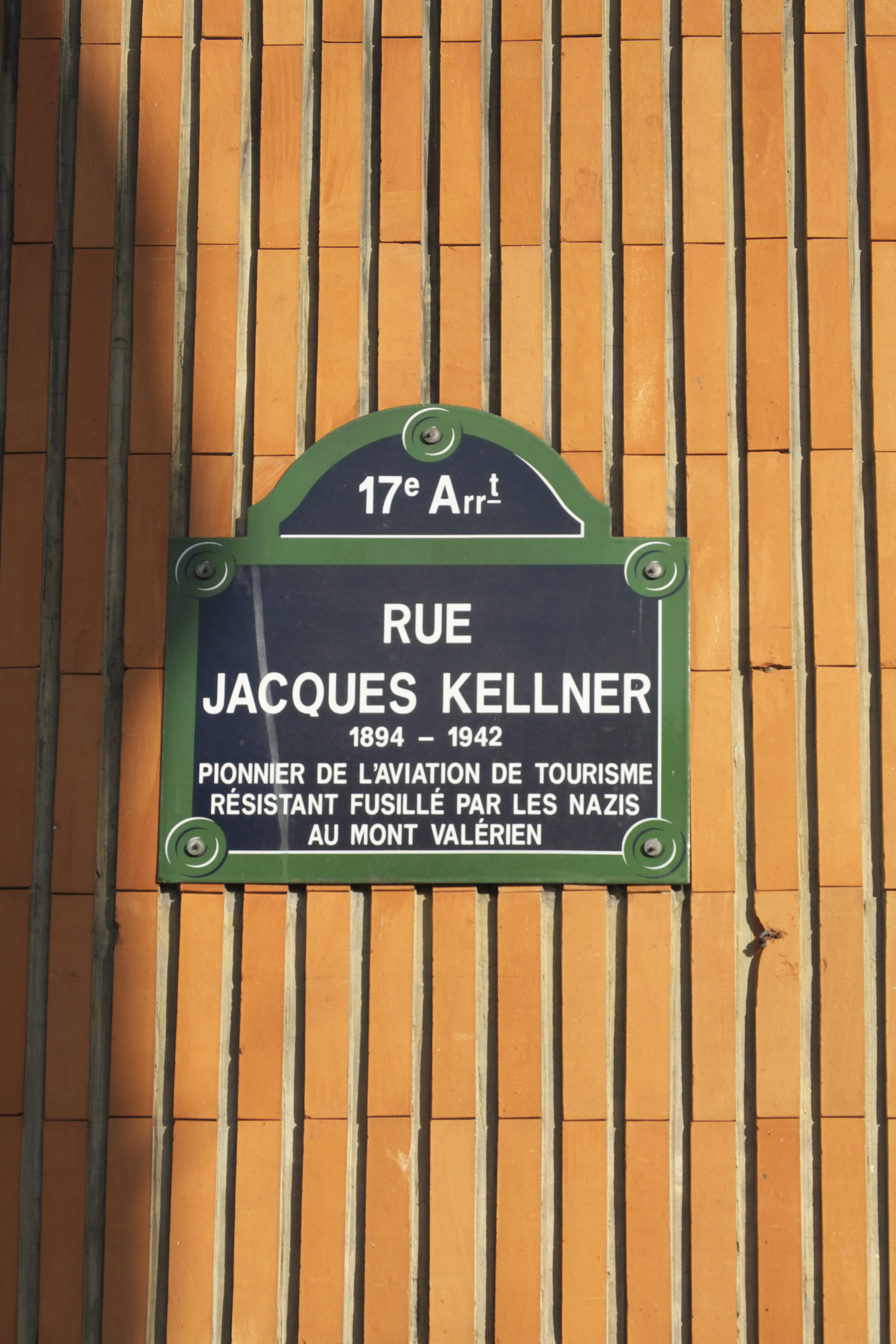
Plaque de la rue Jacques-Kellner à Paris.

- Le conseil municipal de Paris donna en 1946 le nom de Jacques Kellner à une rue du 17e arrondissement[1].
- Une rue de Bougival (Yvelines) porte également son nom[1].